# Helmstedt
Helmstedt (pronunciación en alemán: /ˈhɛlmˌʃtɛt/ⓘ) es una ciudad localizada en el extremo oriental del estado alemán de Baja Sajonia. Es la capital del Distrito de Helmstedt. Helmstedt tiene 26 000 habitantes (2004). Antiguamente la ciudad también era llamada Helmstädt.

## Historia
Helmstedt se desarrolló en las vecindades de la Abadía benedictina de San Ludger que fue fundada alrededor del año 800 por San Ludger como una estación misionera. Helmstedt es mencionada por primera vez en 952; se convirtió en ciudad en 1247. Perteneció a la Abadía de Werden hasta 1490, cuando la ciudad fue comprada por el Ducado de Brunswick-Lüneburg. Desde 1576 hasta 1810, aquí se localizó la Universidad de Helmstedt.
Desde finales de la década de 1940 hasta 1990, en la ciudad se situó un importante paso fronterizo entre la República Federal de Alemania y la República Democrática Alemana. La principal ruta por ferrocarril y autopista entre Alemania Occidental y Berlín, a lo largo de la RDA, empezaba en el paso fronterizo de Helmstedt-Marienborn, también conocido como Checkpoint Alpha. El tráfico militar oficial de países de la OTAN hasta Berlín Occidental solo estaba permitido por esta ruta.

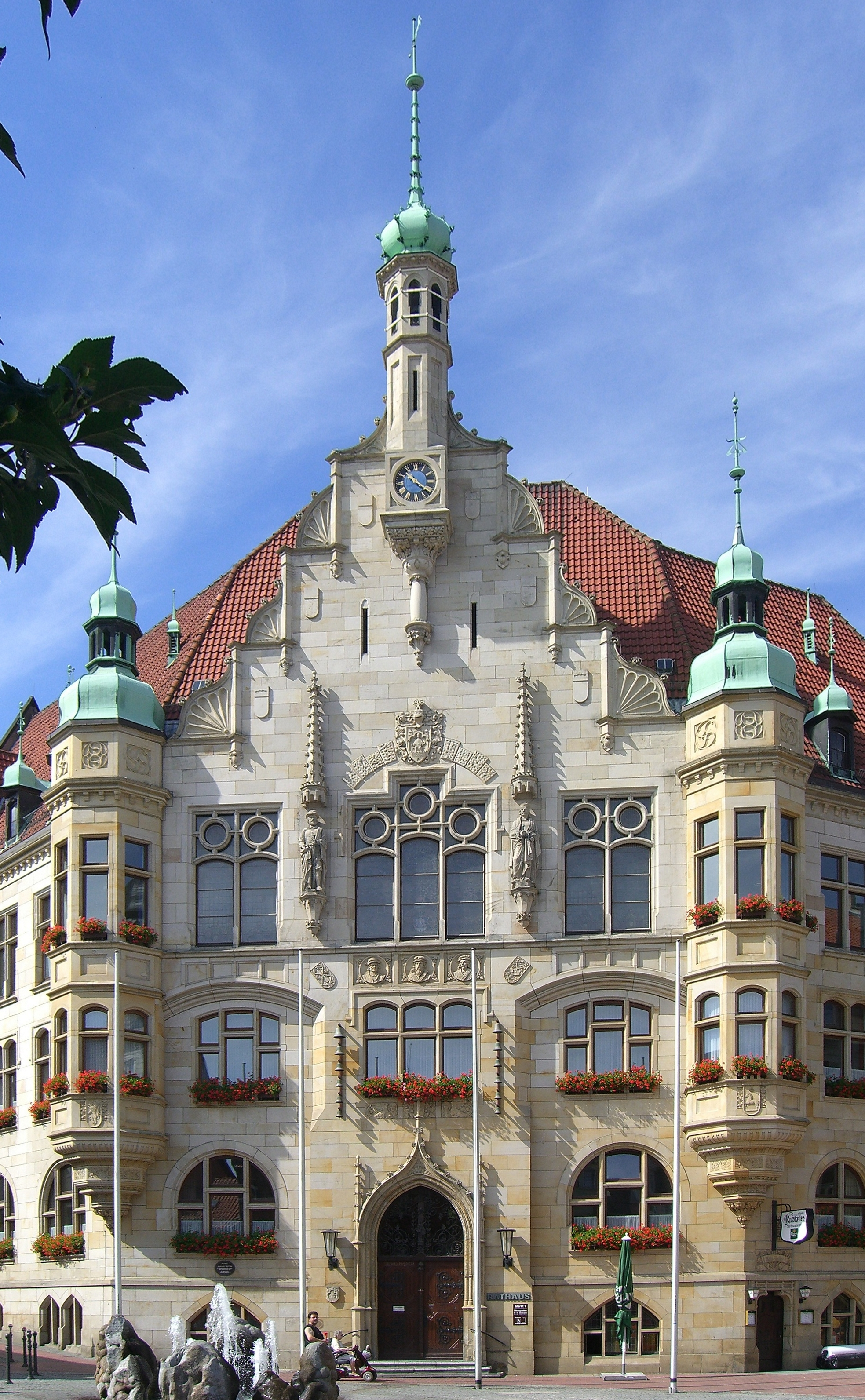
Ayuntamiento (construido entre 1904-1906)
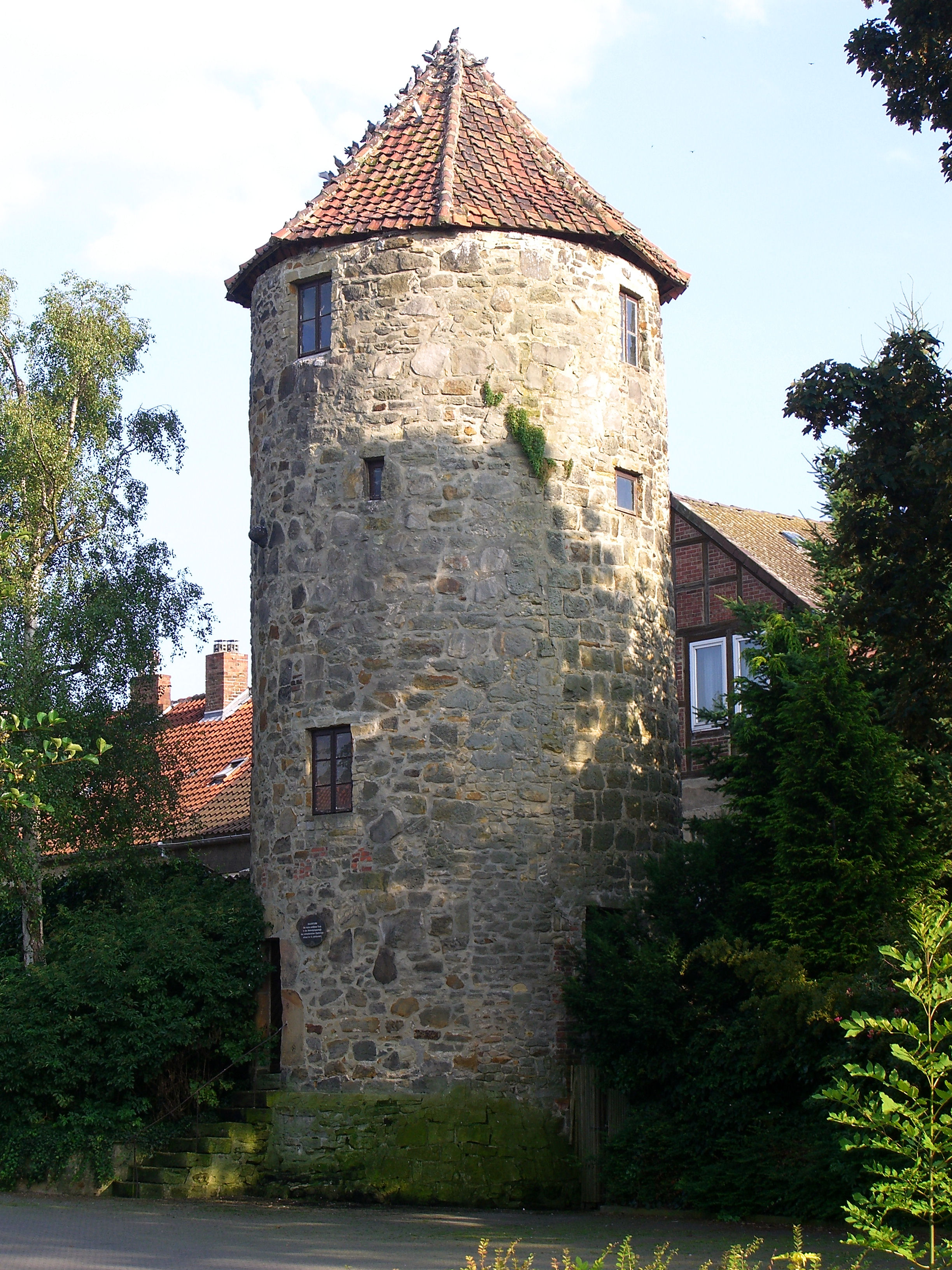
La "Torre del Búho" de la muralla medieval
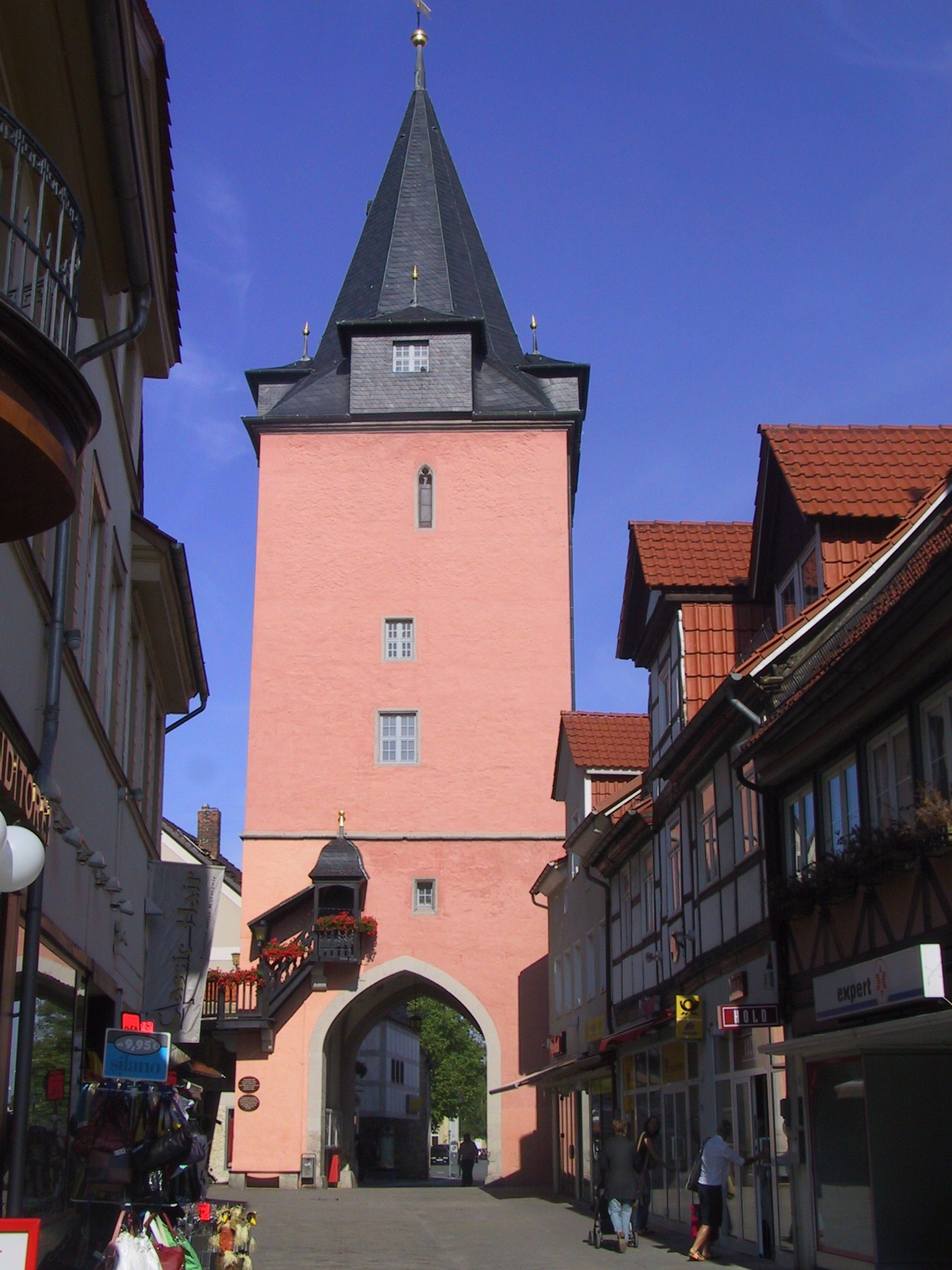
El Hausmannsturm de Helmstedt
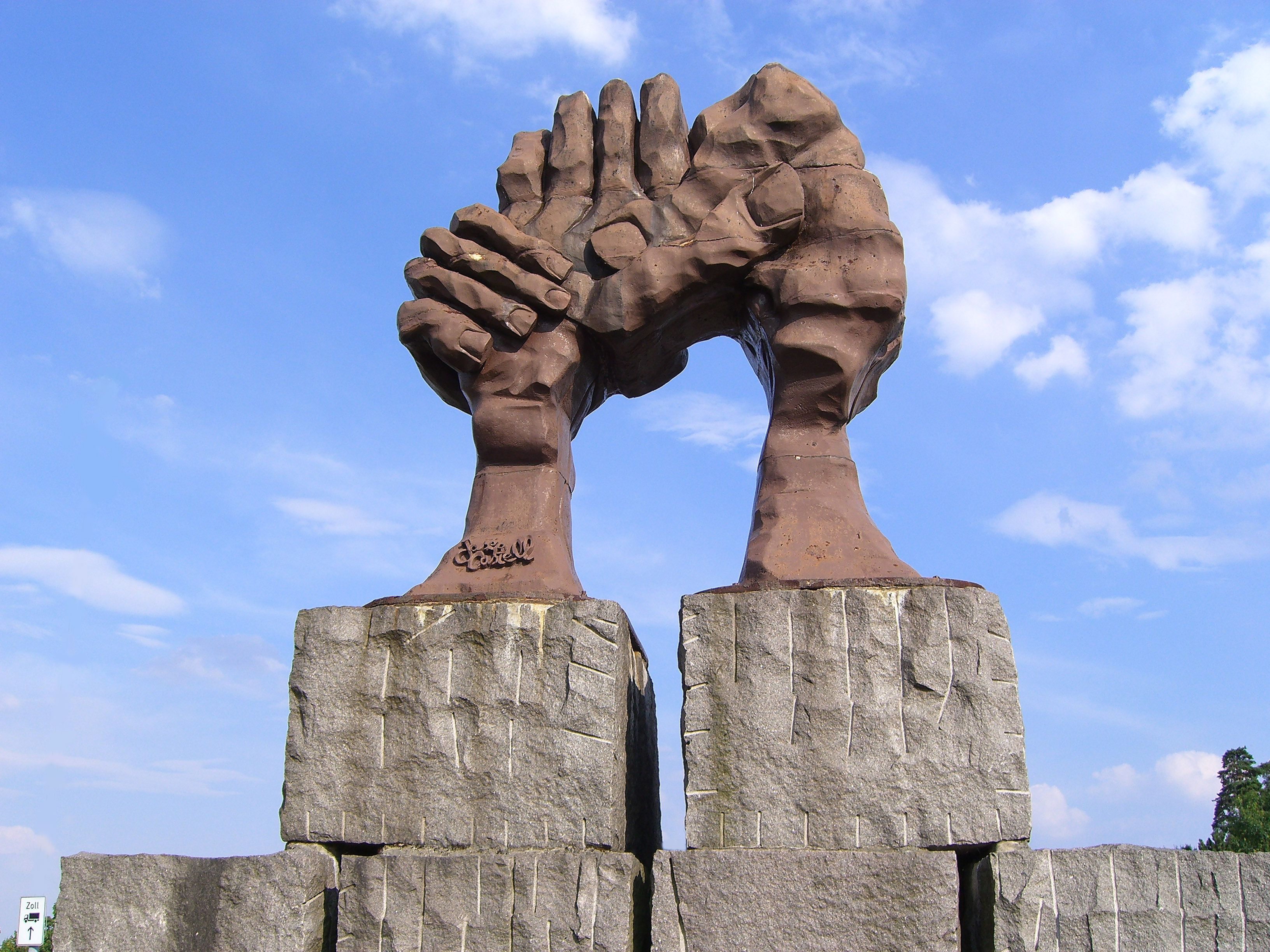
Memorial a la antigua frontera entre la Alemania Occidental y Oriental
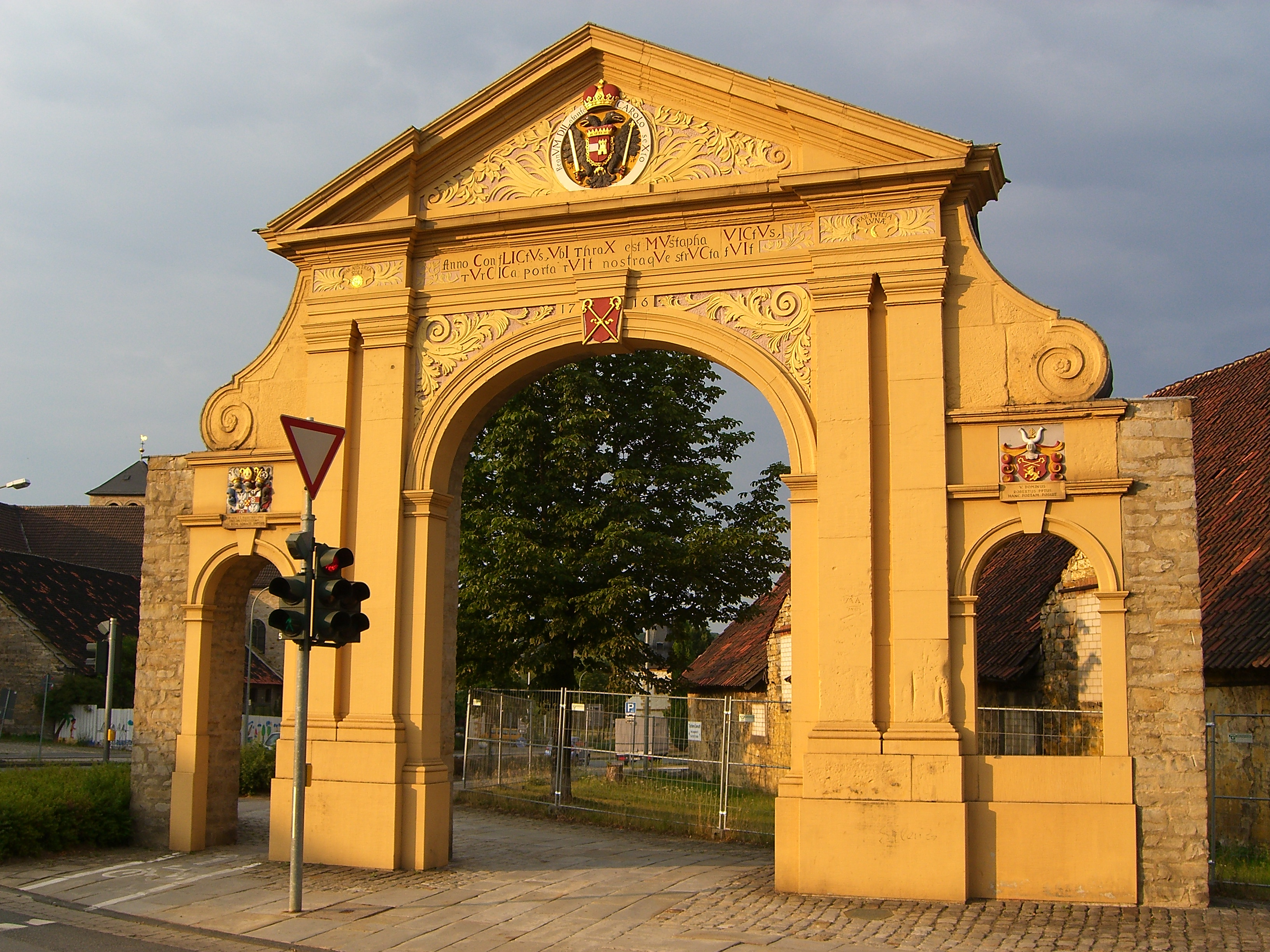
La Türkentor

## Ciudadanos célebres
- Franz Heinrich Ludolf Ahrens, helenista
- Bibiana Beglau, actriz
- Victor von Bruns, físico
- Hans Krebs, oficial militar
- Rudolf Leuckart, biólogo
- Anton August Heinrich Lichtenstein, zoólogo
- Stefan Rinke (*1965), historiador y experto en América Latina
- Andree Wiedener, futbolista
- Johann Christian Freidrich Heyer, ministro luterano en América, misionero en la India (1841)
- Johann Andreas Graeffer (1 de enero de 1746 - 7 de agosto de 1802), botánico y horticultor

Además, véase la lista de profesores y estudiantes famosos de la Universidad de Helmstedt.

## Hermanamientos
- Vitré, Francia desde 1978
- Chard, Reino Unido desde 1980
- Albuquerque, Estados Unidos desde 1983
- Fiuggi, Italia desde 1986
- Haldensleben, Alemania desde 1990
- Svetlahorsk, Bielorrusia desde 1991
- Orăștie, Rumania desde 2002